# Črno morje
Čŕno mórje (rusko Чёрное море, ukrajinsko Чорне море, turško Karadeniz, romunsko Marea Neagră, bolgarsko Черно море) je celinsko morje, ki ga na severu, vzhodu in zahodu omejuje Evropa, na jugu pa Anatolija. Z Marmarskim morjem in naprej s Sredozemskim morjem ga povezuje komaj 660 m širok Bosporski preliv. Krimski polotok na severovzhodu zapira velik zaliv, imenovan Azovsko morje, ki ga s Črnim morjem povezuje Kerški preliv. Severozahodni del Črnega morja zahodno od Krima je relativno najplitvejši.
Črno morje meri od vzhoda proti zahodu 1130 km, od severa proti jugu pa 610 km. Njegova površina je 436.400 km² (brez Azovskega morja), največja globina pa 2212 m. Zaradi pritoka številnih rek, med katerimi so najpomembnejše Donava, Dnester, Dneper in Don, ki letno prispevajo 320 km3 vode, ima Črno morje pozitivno vodno bilanco, saj izhlapevanje ne presega pritoka. Zato skozi Bospor letno izteče 300 km3 vode v Sredozemsko morje.
Države ob Črnem morju so Turčija, Bolgarija, Romunija, Ukrajina, Rusija in Gruzija. Pomembnejša mesta ob obali so: Istanbul (tudi Carigrad, nekdaj Konstantinopel in Bizanc), Burgas, Varna, Konstanca, Tulcea, Jalta, Odesa, Sevastopol, Batumi, Trabzon, Samsun in Zonguldak.

## Hidrografija
Glavna hidrografska značilnost Črnega morja je ogromen pritok sladke vode iz njegovega obsežnega povodja in razmeroma velika količina padavin, ki močno presegata izhlapevanje. Pravimo, da ima pozitivno vodno bilanco, pri tem pa je njegova edina povezava s svetovnimi oceani ozki Bospor. Tok skozenj je dvosmeren: na površini teče manj slana voda v Marmarsko morje in naprej v Sredozemsko morje, pri dnu pa bolj slana voda v obratni smeri. Po oceni znaša količina iztoka 612 km3 na leto, vtok pa je pol manjši, 310 km3 letno. Slanost površinskih voda je skoraj dvakrat manjša kot v oceanih, znaša med 17 ‰ pri gladini in 22 ‰ v nekoliko večjih globinah, še bistveno manj pa pri rečnih ustjih. Normalno slana voda, ki priteka iz Sredozemlja (35 ‰), je gostejša, zato potone na dno, velika razlika pa povzroči, da se praktično ne mešata, saj niti zimska ohladitev zgornjih plasti ne zmanjša razlike dovolj. Rezultat je ostra ločnica, t. i. piknoklina, ki se nahaja med 100 in 200 m globine.
Ker ni znatne izmenjave plinov z vrhnjo plastjo, razkroj organskih snovi v usedlinah porabi ves razpoložljivi kisik, že 300 metrov globoko je njegova koncentracija nična. V takšnih anoksičnih pogojih uspevajo nekateri ekstremofilni mikroorganizmi, ki izkoriščajo sulfate (SO2−4) za oksidacijo organskih snovi, pri čemer proizvajajo vodikov sulfid (HS) in ogljikov dioksid (CO2). Ta mešanica plinov je za višje organizme izjemno strupena, zato je Črno morje edinstven ekosistem, v katerem vse živalstvo in rastlinstvo živi le v vrhnjem, približno 180 m globokem pasu. Anoksična (brez vsebnosti kisika) spodnja plast zaradi velike globine morja predstavlja 90 % vse prostornine, s čimer je Črno morje največji anoksični morski sistem.
Velike količine organskih snovi se usedajo na dno, kjer v sedimentih dosežejo koncentracijo do 20 %. Tovrstni sedimenti so znani kot sapropel.

## Ekologija
Zaradi majhne slanosti so površinske vode polslan (brakičen) ekosistem, ki ga poleg tega zaznamuje visok vnos hranil z rečnimi sedimenti. Letni ritem mešanja s hranili bogatih voda povzroča redno cvetenje fitoplanktona. Kljub hranilom je zaradi posebnih pogojev raznovrstnost organizmov v njem zmanjšana. Petkrat manj kot v Sredozemskem morju je bentoških vrst, prav tako je manj vrst alg, zooplanktona, iglokožcev in drugih skupin. Predstavniki skupin, kot so koralnjaki in glavonožci, v njem sploh ne morejo uspevati. Rib je okrog 180 vrst.
Ekosistem je konec 1980. let doživljal katastrofične spremembe zaradi močne evtrofikacije in naselitve invazivnih rebrač iz rodu Mnemiopsis, vendar se stanje od takrat počasi izboljšuje. Po drugi strani iz Črnega morja izvirajo školjka potujoča trikotničarka, krap in glavoč vrste Neogobius melanostomus, ki so invazivni drugje.

## Izkoriščanje
Črno morje je bilo že v antiki pomembno prometno križišče, kjer so se križale pomorske poti med Balkanom na zahodu, Evrazijskimi stepami na severu, Kavkazom in Srednjo Azijo na vzhodu ter Malo Azijo in Mezopotamijo na jugu. Še danes ima velik strateški pomen, predvsem za Rusijo, ki ima v njem vojaško floto. Prehod v Sredozemsko morje v celoti nadzira Turčija, ki ga ima pravico zapreti po lastni presoji.
Zaradi prekomernega ribolova so sredi 20. stoletja propadle populacije velikih plenilskih rib. Industrija se je zato preusmerila na manjše, kot so inčuni in papalina, nakar so v 1980. in 1990. letih praktično izginile tudi te. Ulov se je zmanjšal na desetino, posledično je bil prizadet tudi celoten ekosistem. Po koncu hladne vojne se je pričel razvijati turizem in postal ena od najhitreje rastočih gospodarskih panog v regiji.

## Zgodovina
Obstajajo dokazi, da je bila gladina Črnega morja nekoč precej nižja. Povezava s Sredozemljem ni obstajala in morje je bilo pravzaprav jezero. Morski arheolog Robert Ballard je ob turški črnomorski obali našel nekdanjo obalo z lupinami sladkovodnih polžev, potopljenimi rečnimi dolinami in obdelanimi kosi lesa pod gladino, približno 100 m od obale.
Antično ime Pontus Euxinus so skovali grški morjeplovci zaradi temnejše barve morja v primerjavi s Sredozemskim. Vidljivost v Črnem morju je v povprečju le 5 m, medtem ko je v Sredozemskem morju prek 30 m. Dežela vzhodno od Črnega morja, Kolhida (današnja Gruzija) je Grkom pomenila mejo znanega sveta.

### Črno morje in vesoljni potop
Leta 1997 sta William Ryan in Water Pitman z Univerze Columbia objavila dokaze o tem, da je okoli leta 5600 pr. n. št. prišlo v območju Črnega morja do velike poplave, ko je skozi Bospor vanj vdrla morska voda. V času ledene dobe so Rusijo prekrivali veliki ledeniki, gladina oceanov pa je upadla. Voda, nastala s taljenjem ledenikov, je ustvarila ogromna sladkovodna jezera na območju današnjega Črnega morja in Kaspijskega jezera. Z zmanjševanjem ledenikov se je dotok sladke vode začel zmanjševati, gladini teh jezer pa sta upadli, medtem ko so po drugi strani začele naraščati gladine oceanov. To je okrog leta 5600 pr. n. št. privedlo do tega, da se je Mediteransko morje v Bosporju prelilo prek skalnega pragu. Ryan in Pitman opisujeta:
»Vsak dan je priteklo deset kubičnih milj (42 km3) vode, dvestokrat več, kot se jo prelije prek Niagarskih slapov ... Razburkan Bosporski kanal je od tolikšnega vodovja grmel ves čas poplave, približno tristo dni.«
Vdor slane vode v zaprto sladkovodno jezero je dvignil njegovo gladino za prek 100 metrov in poplavil 155.000 km2 kopnega, s čimer se je Črno morje razširilo proti severu in vzhodu?.
Preseljevanje zgodnjih poljedelskih ljudstev je povezano s širjenjem poljedelstva v severni in zahodni Evropi. Poplavljenje Črnomorskega bazena so predlagali tudi kot osnovo za svetopisemsko legendo o vesoljnem potopu. Nasprotniki te teorije prihajajo predvsem iz vrst tistih, ki iščejo natančnejšo povezavo s knjigo Geneze (glej tudi Noetova barka in Ararat), ter tistih, ki iščejo zvezo z vdorom vode v spodnjo dolino rek Evfrat in Tigris v Mezopotamiji, ki je ustvarila Perzijski zaliv.